# Ammotrechula venusta
Ammotrechula venusta är en spindeldjursart som beskrevs av Muma 1951. Ammotrechula venusta ingår i släktet Ammotrechula och familjen Ammotrechidae. Inga underarter finns listade i Catalogue of Life.